# 丹水池街道
丹水池街道是中华人民共和国湖北省武汉市江岸区下辖的一个街道办事处。

## 行政区划
丹水池街道下辖以下村级行政区划单位：
丹南社区、丹东社区、丹西社区、丹北社区、江中社区、江北社区、堤角社区、堤角边社区、新马社区和汉黄社区。

## 交通
- 京广铁路、京广铁路汉口联络线、江岸线（京广附属线）、丹水池联络线：丹水池站